# Fernanda Vasconcellos
Fernanda Vasconcellos, all'anagrafe Fernanda de Vasconcellos Galves (San Paolo, 14 settembre 1984), è un'attrice, ballerina e doppiatrice brasiliana.

## Biografia
Fernanda Vasconcellos ha iniziato la sua carriera lavorando nel programma televisivo Fantasia, mentre nei primi anni 2000 è stata ballerina di Domingo Legal. Nel 2005 ha fatto il suo debutto come attrice in Malhação, su TV Globo, raggiungendo poi il successo come co-protagonista della telenovela Pagine di vita. Nel 2007 ha partecipato come concorrente a Dança dos Famosos 4 e ha recitato nel ruolo della protagonista Laura in Desejo Proibido. In seguito è stata protagonista delle telenovele Tempos Modernos e A Vida da Gente.
Tra il 2018 e il 2020 la Vasconcellos ha preso parte alle serie Netflix 3% e La cosa più bella e nello stesso periodo ha avuto ruoli da protagonista nei film Eu Sou Brasileiro, Volume Morto e A Cisterna.

## Filmografia

### Cinema
- Pequeno Dicionário Amoroso 2, regia di Sandra Werneck e Mauro Faria (2015)
- Eu Sou Brasileiro, regia di Alessandro Barros (2018)
- Volume Morto, regia di Kauê Telloli (2019)
- Boca de Ouro, regia di Daniel Filho (2019)
- A Cisterna, regia di Cristiano Vieira (2021)

### Televisione
- Malhação – serial TV, 272 episodi (2004-2005)
- Pagine di vita (Páginas da Vida) – serial TV, 52 episodi (2006-2007)
- Desejo Proibido – serial TV, 155 episodi (2007-2008)
- Casos e Acasos – serie TV, 1 episodio (2008)
- Tempos Modernos – serial TV, 26 episodi (2010)
- A vida da gente – serial TV, 131 episodi (2011-2012)
- Sangue Bom – serial TV, 159 episodi (2013)
- Didi e o Segredo dos Anjos – film TV (2014)
- Haja Coração – serial TV, 119 episodi (2016)
- 3% – serie TV, 25 episodi (2018-2020)
- La cosa più bella (Coisa Mais Linda) – serie TV, 9 episodi (2019-2020)
- Rádio Coisa Mais Linda – serie web, 1 episodio (2020)
- Rua do Sobe e Desce, Número que Desaparece – serie TV, 6 episodi (2020)

## Videoclip
- Blame di Tiago Iorc (2008)
- Bungee Jump di Rafael Almeida (2014)
- Me Jogar di Marcella Fogaça (2017)

## Doppiaggio
- Saphira in Eragon (versione brasiliana)
- Alva in Klaus - I segreti del Natale (versione brasiliana)